# Elatostema hookerianum
Elatostema hookerianum är en nässelväxtart som beskrevs av Hugh Algernon Weddell. Elatostema hookerianum ingår i släktet Elatostema och familjen nässelväxter. Inga underarter finns listade i Catalogue of Life.